# ビリー・ジャック・ゴース・トゥ・ワシントン
『ビリー・ジャック・ゴース・トゥ・ワシントン』（Billy Jack Goes to Washington）は、1977年4月16日にロサンゼルスで公開されたアメリカ合衆国の映画。監督はT.C.フランク。ビリー・ジャックシリーズの最終作にあたる。

## キャスト
- トム・ローリン：ビリー・ジャック
- テレサ・ローリン：キャロル
- E・G・マーシャル：ジョセフ・ペイン上院議員

## 未完成の続編
1986年に復帰作『The Return of Billy Jack』が制作されるが、撮影中、主演のローリンが撮影用のビール瓶で頭部を怪我するという事故が起きる。その後、彼が回復するまでに、映画完成の為の資金が枯渇してしまい、撮影は再開されずに終わってしまう。その時、撮影された、約15分のフィルムが残されている。
映画は完成しなかったが、トータルで約1時間のフィルムがあり、最終的にローリンは、このフィルムを大手スタジオや、ビデオ会社に売却しようと試みたが、計画は実現に至らなかった。
その後、ローリンは自身のサイトbillyjack.comにて、2つの完成したシーンを公開した。